# I'll Be There
《I'll Be There》（韓語：아일 비 데어）是韓國女子組合SPICA，於2012年9月19日由B2M Entertainment企劃，LOEN MUSIC所發行的第二張韓文單曲。發行當日即獲得Bugs音源即時排行第2名的成績，而09月20日起於Mnet「M! Countdown」演出後正式展開一連串睽違了五個月的宣傳活動。

## 單曲概述
- 距離前作《狠毒地》發行相隔八個月的時間。全曲音源於9月19日正午12時在韓國各大線上音源網站公開[1][2]。

### 音樂錄影帶
- 透過LOEN MUSIC及B2M Ent.官方Youtube頻道於2012年9月14日18:00公開三十九秒預告版本。畫面從一手撐著紅傘一手拿著手電燈的小女孩搭配悅耳的「I'll be there」背景樂揭開序幕，以給女孩帶來希望加上熱舞的五位成員美妙的組合為概念製作[3][4]。並於9月19日正午12時公開完整版本音樂影像[1]。
- 音樂影像導演：12Rounds（页面存档备份，存于） 김은유（Eunyou Kim）

### 造型
- 首波概念照於2012年9月14日發布音樂影像預告版本新聞的同時一併公開。照片中五位成員均個別身穿代表SPICA字母的白T恤下著嘻哈破舊牛仔褲搭配各式的配件一字排開洋溢著青春的少女氣息。另9月17日公布單曲封面照[1]。

## 曲目
| 曲序 | 曲目          | 时长 |
| ---- | ------------- | ---- |
| 1.   | I’ll Be There | 3:06 |

全碟監製、作詞、作曲、編曲：전다운, MARCO

### 曲目介紹
1. I’ll Be There（韓語：아일 비 데어）
  - 由曾為多個韓國團體如：Secret、B.A.P等提供曲目的作曲家전다운，MARCO聯手打造而成的作品。是以09年代後半復古放克的節奏和巧妙融合了嘻哈節拍的街舞類型曲目。具有正面積極使人不放棄信念的中毒性歌詞與成員們獨特的嗓音引領SPICA走向新的音樂風格。

## 成績

### 音源排名
| I`ll Be There | 7 | 17 | 65 | 19 | 13 | 52 | 2 | 5 | 33 | 34 | 36 | 76 | 96 | 58 | 63 | 17 | 8 | 35 | 45 | 45 | 42 |

### MV排名
| 2 | 20 | 7 | 24 |               |
| 2 | 20 | 7 | 24 | I`ll Be There |

## 活動紀錄

### 音樂現場
| I’ll Be There                         |           |                      |             |
| 09月20日、09月27日                    | Mnet      | M! Countdown         | 回 歸 舞 台 |
| 09月21日、09月28日、10月5日、10月12日 | KBS       | 音樂銀行             | 回 歸 舞 台 |
| 09月22日、09月29日                    | MBC       | Show! 音樂中心       | 回 歸 舞 台 |
| 09月23日、09月30日、10月7日           | SBS       | 人氣歌謠             | 回 歸 舞 台 |
| 10月16日                              | MBC Music | Show Champion        | 回 歸 舞 台 |
| 11月7日                               | MTV       | The Show             | 回 歸 舞 台 |
| 11月11日                              | OBS       | OBS Stage 一心音樂會 | 回 歸 舞 台 |

## 發行歷史
| 國家 | 發行日期      | 類型     | 發行商                       |
| ---- | ------------- | -------- | ---------------------------- |
|      | 2012年9月19日 | 數位下載 | B2M Entertainment/LOEN MUSIC |

## 外部連結
- SPICA官方網站（页面存档备份，存于）
- SPICA官方推特（页面存档备份，存于）
- SPICA官方Youtube頻道（页面存档备份，存于）
- SPICA官方Cafe（页面存档备份，存于）
- SPICA官方Cafe推特（页面存档备份，存于）

Template:B2M Entertainment